# تورمالین
تورمالین (به انگلیسی: Tourmaline) با فرمول شیمیایی NaFe2+ 3 (AlFe3+)6 [(OH)4-(BO3)3-Si6O18] از مجموعه کانی هاست و انتهای بلورها در اثر حرارت شارژ الکتریسیته می‌دهد. دارای لومینسانس زرد، سبزدارد. خواص الکتریکی دارد. در اسیدها نامحلول است. کانیهای مشابه آن آمفیبول، آکتینوت، ریه بکیت، بریل و آندالوزیت به اروپا بوده‌است مشتق شده‌است در اسیدها نامحلول است. ترکیب شیمیایی بسیار متغیر با انکلوزیون‌های مهمFe3+, Mn , Ca و گاه حتی Cr , Ti , V , Li و غیره تند (روبلیت) - آبی تا سبزآبی (ایندیگولیت) - سبز (وردلیت) - بی‌رنگ (رنگ اثر خط:سفید برای اولین بار در ایتالیا کشف شد و از نظر شکل بلور: خورشید تورمالین - منشوری - آسیکولار، رنگ: سیاه (شورل) - قهوه‌ای تا قهوه‌ای سبز و قهوه‌ای سیاه (دراویت، اوویت) - صورتی تا قرمز، شفافیت: غیر شفاف - نیمه شفاف، شکستگی: صدفی - نامنظم، جلا: شیشه‌ای، رخ: ناکامل - مطابق با سطح، سیستم تبلور: رمبوئدریک و در رده‌بندی سیلیکات است و منشأ تشکیل آن ماگمائی - پگماتیتی - دگرگونی - رگه‌های تیپ آلپی است.
همایند کانی‌شناسی (پارانژ) آن آمفیبول-آکتینوت-ریه بکیت-بریل -آندالوزیت- ارتوز- آپاتیت- کوارتز- بریل- توپاز است
کاربرد آن: در الکتروتکنیک - انواع رنگی آن به عنوان سنگ‌های قیمتی مصرف می‌شود. از نظر ژیزمان بلوری - آگرگات متراکم - شعاعی - رشته‌ای فراوان است و بیشتر در یافت شده درگرانیت‌ها، دیوریت‌ها، سینیت‌ها، و گرانولیت‌ها است و بیشتر در سنگهای دگرگونی مجاورتی، ناحیه‌ای و سنگهای رسوبی یافت می‌شود.

## تاریخچه
تورمالین‌های نگینی سیلانی با رنگ‌های روشن در مقادیر زیادی توسط شرکت هند شرقی هلند به اروپا آورده شد تا تقاضا برای کنجکاوی‌ها و جواهرات را برآورده کند. گاهی‌اوقات تورمالین را «مغناطیس سیلان» می‌نامیدند، زیرا به دلیل خواص پیروالکتریکی می‌توانست خاکستر داغ را جذب و سپس دفع کند.

## گونه‌ها
گونه‌های رایج:
گونه‌های شورل:
سیاه مایل به قهوه‌ای تا سیاه - اسکورل،
گونه دراویت: از ناحیه Drave در Carinthia
زرد تیره تا سیاه مایل به قهوه ای - دراویت،
گونه Elbaite: نام خود را از جزیره البا در ایتالیا گرفته‌است
قرمز یا صورتی مایل به قرمز - انواع روبلیت،
آبی روشن تا سبز مایل به آبی - انواع indicolite (از نیل)،
سبز-واردلیت یا زمرد،
بی‌رنگ - انواع آکرویت (از یونانی "άχρωμος" به معنی "بی رنگ").
اسکورل:
رایج‌ترین گونه تورمالین، اسکورل، آهن سدیم (دو ظرفیتی) عضو انتهایی گروه است. ممکن است ۹۵ درصد یا بیشتر از کل تورمالین موجود در طبیعت را تشکیل دهد. تاریخچه اولیه اسکورل معدنی نشان می‌دهد که نام «شورل» قبل از سال ۱۴۰۰ مورد استفاده بوده‌است، زیرا روستایی که امروزه به نام «زشورلاو» (در زاکسن، آلمان) شناخته می‌شود، «شورل» (یا انواع کوچک این نام) نامیده می‌شد. روستای نزدیک یک معدن قلع داشت که در آن علاوه بر کاسیتریت، تورمالین سیاه نیز یافت شد. اولین توصیف اسکورل با نام «شورل» و پیدایش آن (معادن مختلف قلع در کوه‌های سنگ معدن) توسط یوهانس ماتزیوس (۱۵۰۴–۱۵۶۵) در سال ۱۵۶۲ با عنوان «Sarepta oder Bergpostill» نوشته شد. تا حدود سال ۱۶۰۰، نام‌های اضافی در زبان آلمانی "Schurel", "Schörle" و "Schurl" بود. در آغاز قرن ۱۸، نام Schörl عمدتاً در منطقه آلمانی زبان استفاده می‌شد. در زبان انگلیسی، نام‌های شورل و شیرل در قرن هجدهم استفاده می‌شد. در قرن نوزدهم نام‌های معمولی اسکورل، شورل، اسکورل و تورمالین آهن، کلمات انگلیسی مورد استفاده برای این ماده معدنی بودند.
دراویت:
دراویت که به آن تورمالین قهوه ای نیز می‌گویند، عضو انتهایی تورمالین غنی از منیزیم سدیم است. در مقایسه یووایت یک تورمالین کلسیم منیزیم است. دراویت با دیگر اعضای تورمالین، از جمله اسکورل و البیت، مجموعه‌های متعددی را تشکیل می‌دهد.
نام دراویت برای اولین بار توسط گوستاو تچرماک (۱۸۳۶–۱۹۲۷)، پروفسور کانی‌شناسی و سنگ‌شناسی در دانشگاه وین، در کتاب Lehrbuch der Mineralogie (منتشر شده در ۱۸۸۴) برای غنی از منیزیم (و غنی از سدیم) استفاده شد. تورمالین از روستای Dobrova در نزدیکی Unterdrauburg در منطقه رودخانه دراوا، Carinthia، امپراتوری اتریش-مجارستان است. امروزه این محله تورمالین (نوع محل برای دراویت) در Dobrova (نزدیک Dravograd)، بخشی از جمهوری اسلوونی است. Tschermak نام این تورمالین را دراویت گذاشت، برای منطقه رودخانه دراوا، که ناحیه ای در امتداد رودخانه دراوا (به آلمانی: Drau، به لاتین: Drave) در اتریش و اسلوونی است. ترکیب شیمیایی که توسط Tschermak در سال ۱۸۸۴ برای این دراویت ارائه شد تقریباً با فرمول NaMg3(Al,Mg)6B3Si6O27(OH) مطابقت دارد که با فرمول عضو انتهایی دراویت مطابقت خوبی دارد (به جز محتوای OH) که امروزه شناخته می‌شود.

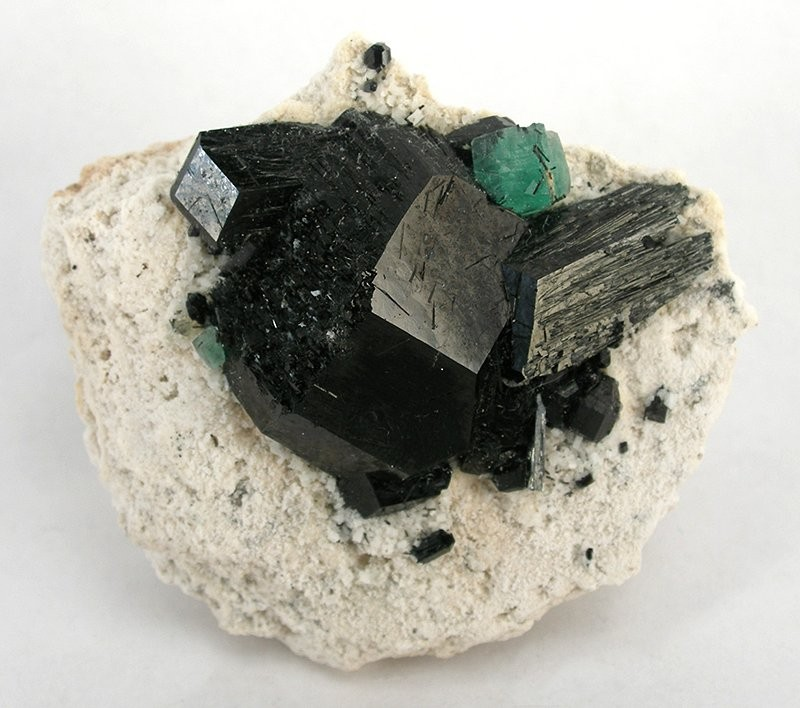
یک فلوریت سبز روشن جدا شده روی کریستال‌های اسکرل

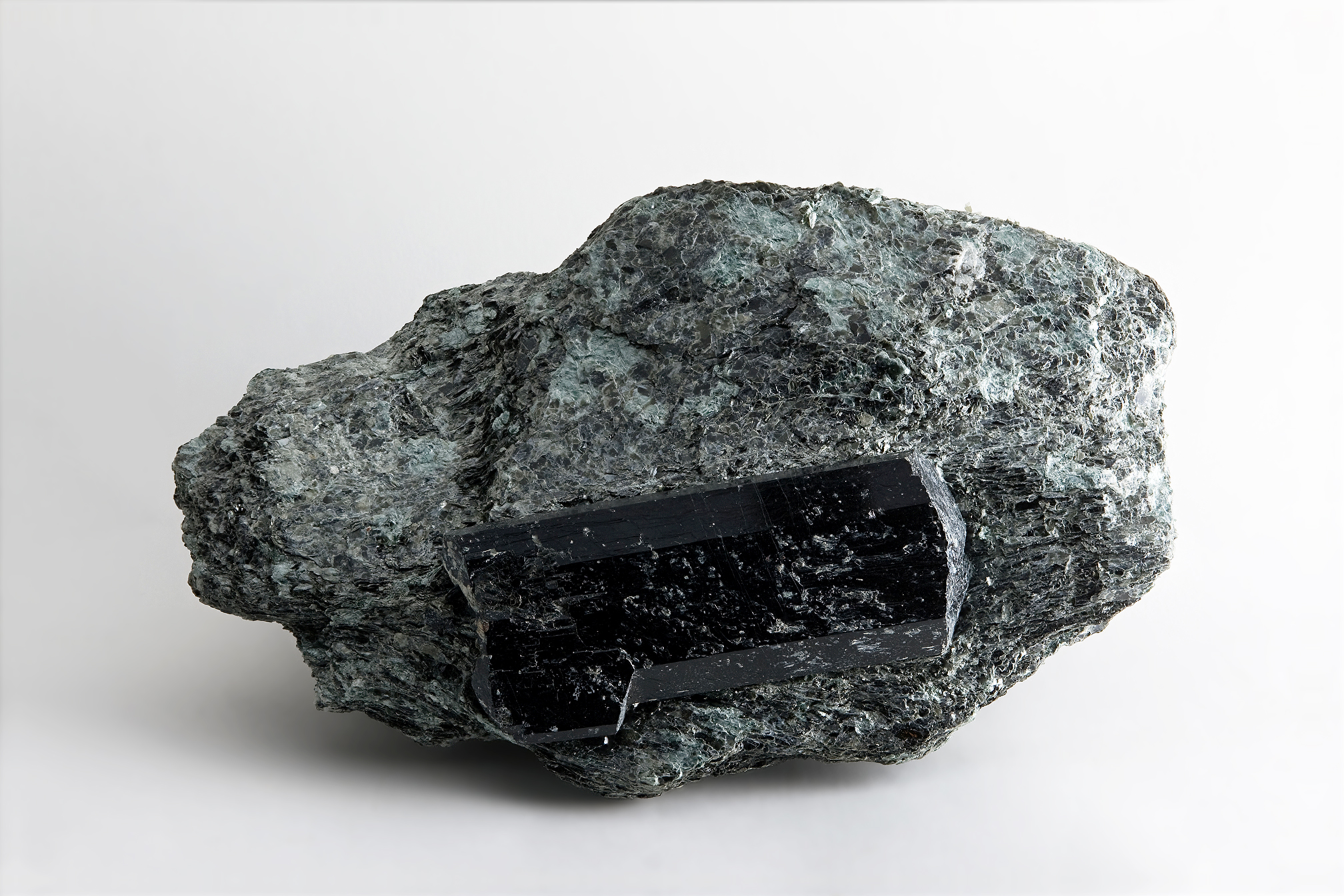
دراویت سیاه روی یک ماتریس خاکستری

انواع دراویت شامل دراویت کروم سبز تیره و دراویت وانادیم است.
البیت:
یک البیت لیتیم-تورمالین یکی از سه کانی پگماتیتی از Utö، سوئد بود که در آن عنصر قلیایی جدید لیتیم (Li) در سال ۱۸۱۸ توسط یوهان آگوست آرفودسون برای اولین بار تعیین شد. جزیره البا، ایتالیا، یکی از اولین مناطقی بود که لی-تورمالین‌های رنگی و بی‌رنگ به‌طور گسترده مورد تجزیه و تحلیل شیمیایی قرار گرفتند. در سال ۱۸۵۰ کارل فردریش آگوست راملسبرگ برای اولین بار فلوئور (F) را در تورمالین توصیف کرد. در سال ۱۸۷۰ او ثابت کرد که تمام انواع تورمالین حاوی آب شیمیایی هستند. در سال ۱۸۸۹ شریتزر جایگزینی (OH) توسط F در لی تورمالین قرمز را از Sušice، جمهوری چک پیشنهاد کرد. در سال ۱۹۱۴ ولادیمیر ورنادسکی نام Elbait را برای تورمالین غنی از لیتیوم، سدیم و آلومینیوم از جزیره البا ایتالیا با فرمول ساده شده (Li,Na)HAl6B2Si4O21 پیشنهاد کرد. به احتمال زیاد نوع ماده برای البیت در، Campo nell'elba , جزیره Elba، استان لیورنو، توسکانی، ایتالیا یافت شده‌است. در سال ۱۹۳۳ وینچل فرمول به روز شده‌ای را برای البیت منتشر کرد، H8Na2Li3Al3B6Al12Si12O62، که معمولاً تا به امروز به عنوان Na(Li1.5Al1.5)Al6(BO3)3[Si6O18](OH)3(OH) استفاده می‌شود. اولین تعیین ساختار کریستالی تورمالین غنی از لیتیم در سال ۱۹۷۲ توسط دانی و بارتون منتشر شد که بر روی یک البیت صورتی از شهرستان سن دیگو، کالیفرنیا، ایالات متحده انجام شد.

## مشخصات فیزیکی
ساختار کریستالی:
تورمالین یک سیکلوسیلیکات حلقه شش عضوی است که دارای سیستم بلوری مثلثی است. این بلورهای منشوری و ستونی دراز، باریک تا ضخیم که معمولاً مقطع مثلثی دارند و اغلب با صورت‌های مخطط منحنی هستند، دیده می‌شود. سبک ختم در انتهای کریستال‌ها گاهی اوقات نامتقارن است که همومورفیسم نامیده می‌شود. بلورهای منشوری کوچک و باریک در گرانیت ریزدانه ای به نام آپلیت رایج هستند که اغلب الگوهای دیزی مانند شعاعی را تشکیل می‌دهند. تورمالین با منشورهای سه طرفه آن متمایز می‌شود. هیچ کانی رایج دیگری سه ضلع ندارد. صورت منشورها اغلب دارای خطوط عمودی سنگینی هستند که یک جلوه مثلثی گرد ایجاد می‌کنند. تورمالین به ندرت کاملاً هدرال است. یک استثناء تورمالین دراویت خوب Yinnietharra در غرب استرالیا بود. این ذخایر در دهه ۱۹۷۰ کشف شد، اما اکنون تمام شده‌است. همه بلورهای هم شکل پیزوالکتریک هستند و اغلب پیرو الکتریک نیز هستند.
رنگ:
تورمالین رنگ‌های متنوعی دارد. تورمالین‌های غنی از آهن معمولاً سیاه تا آبی مایل به سیاه تا قهوه ای تیره هستند، در حالی که انواع غنی از منیزیم قهوه ای تا زرد هستند و تورمالین‌های غنی از لیتیوم تقریباً هر رنگی دارند: آبی، سبز، قرمز، زرد، صورتی و غیره. کریستال‌های دو رنگ و چند رنگ رایج هستند که منعکس کننده تغییرات شیمی سیال در طول تبلور هستند. کریستال‌ها ممکن است در یک انتها سبز و در انتهای دیگر صورتی، یا از بیرون سبز و در داخل صورتی باشند. این نوع تورمالین هندوانه نامیده می‌شود و در جواهرات بسیار ارزشمند است. یک نمونه عالی از جواهرات تورمالین هندوانه یک قطعه سنجاق سینه (۱۹۶۹، طلا، تورمالین هندوانه، الماس) توسط اندرو گریما (بریتانیایی، متولد ایتالیا، ۱۹۲۱–۲۰۰۷)، در مجموعه کیمبرلی کلسترمن و در موزه هنر سینسینتی به نمایش گذاشته شده‌است.
مغناطیس:
اسکورل سیاه مات و تسیلایزیت زرد گونه‌های تورمالین بی‌رنگ هستند که به ترتیب به دلیل غلظت بالای آهن و منگنز، حساسیت مغناطیسی بالایی دارند. بیشتر تورمالین‌های با کیفیت جواهر از گونه‌های البیت هستند. تورمالین‌های البیت آلوکروماتیک هستند و بیشتر رنگ و حساسیت مغناطیسی خود را از اسکرل (که آهن می‌دهد) و تسیلایزیت (که منگنز می‌دهد) به دست می‌آورند.
بهبودبخشی:
برخی از سنگ‌های تورمالین، به ویژه سنگ‌های صورتی تا قرمز، با عملیات حرارتی تغییر می‌یابند تا رنگ خود را بهبود بخشند. سنگ‌های قرمز بیش از حد تیره را می‌توان با عملیات حرارتی دقیق روشن کرد. رنگ صورتی در سنگ‌های تقریباً بی‌رنگ تا صورتی کم رنگ حاوی منگنز را می‌توان با تابش پرتوهای گاما یا پرتوهای الکترونی تا حد زیادی افزایش داد.